# Canadian (поезд)
The Canadian (фр. La Canadien, «Кана́дец») — трансконтинентальный пассажирский поезд компании Via Rail, курсирующий между Торонто и Ванкувером (№ 1/2).
До 1955 года «Канадцем» назывался поезд между Торонто и Чикаго, эксплуатировавшийся «Канадской тихоокеанской ЖД» (CPR). 24 апреля 1955 года это имя получил фирменный трансконтинентальный поезд той же компании, следующий из Монреаля или Торонто в Ванкувер и оснащавшийся новыми легковесными вагонами из нержавеющей стали. Поезд перешёл под управление вновь созданного государственного пассажирского железнодорожного оператора Via Rail в 1978 году, а с 15 января 1990 года остался единственным трансконтинентальным маршрутом в Канаде (в урезанном виде без ответвления в Монреаль, изначально бывшего приоритетным).

## История
Начиная с октября 1978 года, «The Canadian» поступил в ведомство государственной Via Rail и считался самым престижным поездом в стране. Своеобразным двойником ему выступал поезд «Super Continental», ходивший по параллельному, но более северному маршруту, и переданный Via Rail от Canadian National Railway (CNR). В те времена поезд всё ещё соединял Ванкувер с двумя городами на востоке: Торонто и Монреалем.
В 1981 году «Super Continental» был отменён из-за существенного сокращения финансирования Via Rail, что сделало «The Canadian» единственным трансконтинентальным поездом в стране. И хотя в 1985 «Super Continental» был частично возобновлён по многочисленным просьбам населения, его маршрут на тот момент ограничивался Виннипегом на востоке.

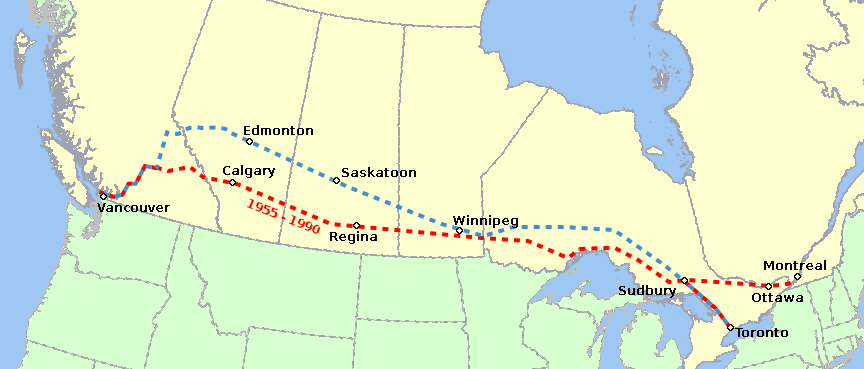
Старый (красный) и новый (синий) маршруты.

В 1990 году, в результате ещё более серьёзного ограничения финансирования, «Super Continental» был отменён вновь, и на этот раз навсегда. «The Canadian» перевели с его традиционных путей CPR на бывшие пути «Super Continental»'а, принадлежащие CNR, с урезанием секции между Монреалем и Садбери. Новый, более длинный маршрут, стал проходить через Эдмонтон и Саскатун, однако оставил в стороне Калгари и Реджайну. Эти изменения позволили сохранить трансконтинентальный поезд и при этом исполнить одну из заявляемых целей Via Rail — обеспечить транспортную доступность для малых городов. Однако если до 1990 года расписание предусматривало два ежедневных трансконтитентальных поезда (по путям CPR и CNR), то после 1990 поезд остался только один и стал ходить всего лишь три раза в неделю в сезон и два — в несезон.
В 2007 году расписание было модифицировано: поездка теперь занимает четыре ночи вместо трёх, что примерно эквивалентно расписанию 1940-х годов по общему времени в пути, несмотря на все технологические инновации за прошедшие десятилетия.

## Классы обслуживания
В поезде предлагается три класса обслуживания: эконом, спальный и престиж (англ. Economy, Sleeper Plus, Prestige). Помимо обычных пассажирских вагонов, в поезде присутствует как минимум один вагон-ресторан, по одному вагону типа «Skyline» со стеклянным куполом на класс, один вагон с панорамным остеклением (к западу от Эдмонтона) и торцевой винтажный вагон типа «Park».

### Перед посадкой
Пассажиры спального и престиж-классов получают доступ в бизнес-залы Via Rail на вокзале отправления, а также пользуются правом приоритетной посадки в поезд.

### В пути

#### Размещение
Эконом-класс отделён от спальных вагонов и располагается ближе к голове состава. В каждом спальном вагоне присутствует проводник (иногда один проводник отвечает за два вагона). Спальные вагоны престиж-класса располагаются в самом конце поезда и включают в себя вагон типа «Park».
В экономе пассажирам предлагаются сидячие места. В спальном классе доступны верхние или нижние полки (чем-то напоминает российский плацкарт с бо́льшей приватностью), купе на одного или двух человек (англ. «roomette», «cabin» соответственно), в каждом из которых предусмотрена возможность преобразовать спальные места в сидячие на дневное время. При бронировании двух соседних двухместных купе пассажиры могут создать общее дневное пространство на четверых. В классе престиж предлагаются только двухместные купе существенно расширенных габаритов, в которых кожаный Г-образный диван, расположенный перед увеличенным окном, может трансформироваться в широкую двуспальную кровать на ночь.
У эконом- и спального классов предусмотрена одна туалетная комната на вагон. В дополнение к этому, в спальных вагонах есть одна душевая кабина на вагон, а в купе доступны личный туалет и раковина. В классе престиж в каждом купе доступны как полноценный душ, так и туалет.

#### Питание и досуг

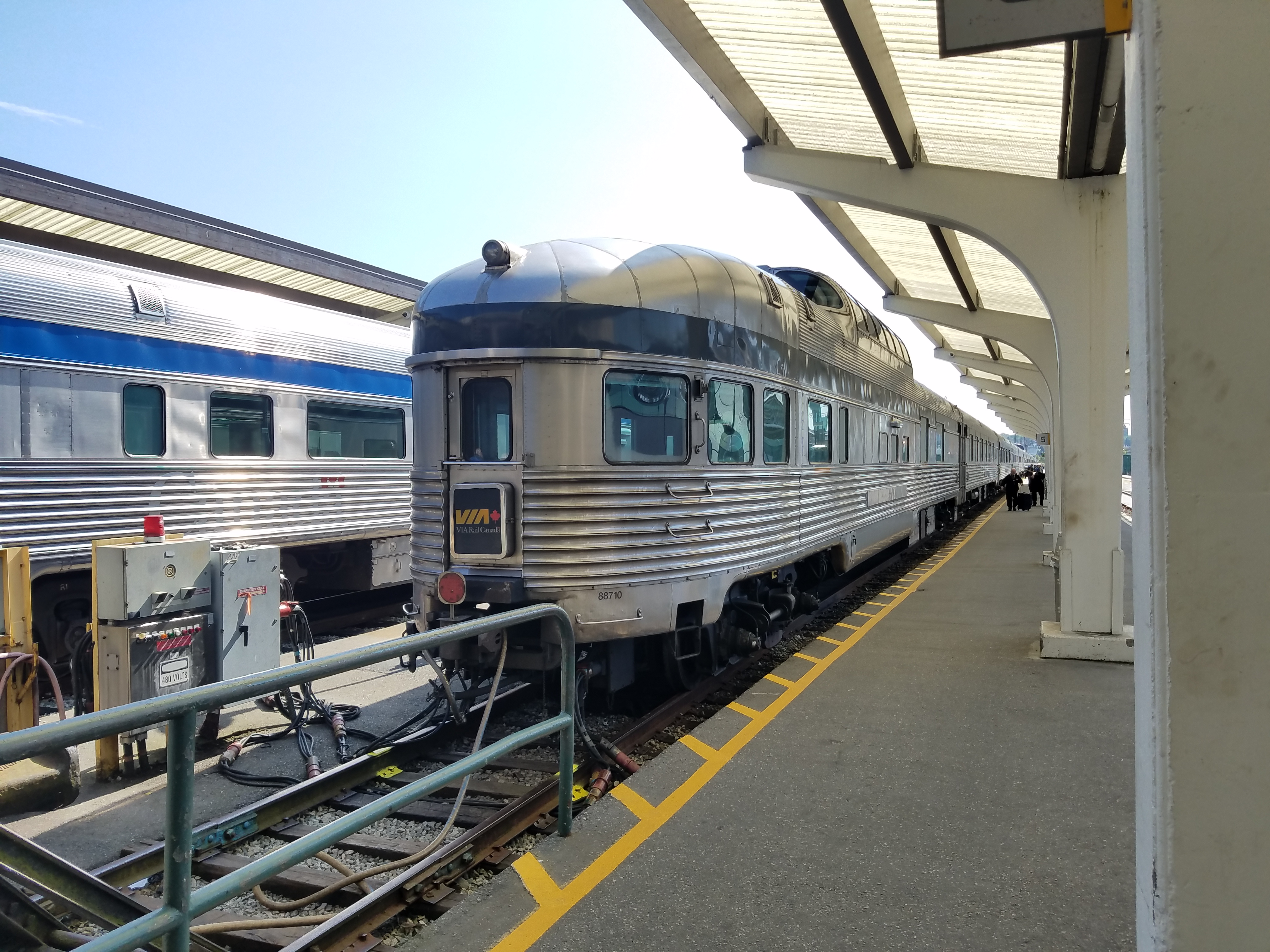
Вагон типа «Park».

Эконом-класс продаётся без включённого питания, однако пассажиры могут взять еду с собой или купить в кафе поезда. Для спального и престиж-классов предусмотрено трёхразовое питание в вагоне-ресторане, приготовленное на борту поезда, а также напитки и лёгкий перекус в любой момент. Для пассажиров престиж-класса также доступны безлимитные напитки (в т.ч. алкогольные) и сервис доставки еды в купе.
До 2015 года на поезде был также доступен спальный класс без включённого питания.
Завтрак проходит без резервирования времени в вагоне-ресторане или в купольном вагоне, в то время как обед и ужин проходят в два или три захода с бронированием времени в предыдущий вечер.
На каждый класс приходится купольный вагон типа «Skyline», включающий в себя специальную смотровую платформу на втором этаже. Помимо этого, пассажирам спального и престиж-классов доступен отдельный вагон с панорамным остеклением, а для престиж-класса предусмотрен приоритетный доступ в вагон типа «Park» в торце поезда с баром, двумя залами для отдыха и смотровой платформой на втором этаже.
В пиковый период (с поздней весны по раннюю осень) для пассажиров поезда проводятся развлекательные мероприятия: лекции по истории Канады или живая музыка. В купе престиж-класса установлены телевизоры с комплектом фильмов и музыкой.

## Интересные факты
- В 2013 году поезд попал на новую полимерную канадскую банкноту достоинством 10 долларов[5].